# Сільське будівництво
«Сільське́ будівни́цтво» — популярний ілюстрований місячник, орган Міністерства сільського будівництва УРСР та Українського міжколгоспного будівельного об'єднання. 
Виходив у Києві з 1951, присвячений проблемам сільського будівництва: житлового культурно-побутового і виробничого. Наклад 27 800 (1975).
В 1951—1956 рр. виходив у двох варіантах: українською та російською мовами, з 1957 року тільки українською.